# ريجنالد هدسون
ريجنالد هدسون (22 أغسطس 1904 - 26 مايو 1995) (بالإنجليزية: Reginald Hudson)‏ هو لاعب كريكت بريطاني (وحمل سابقاً جنسية المملكة المتحدة لبريطانيا العظمى وأيرلندا). لعب مع Europeans cricket team ‏.

## وصلات خارجية
- ريجنالد هدسون على موقع إي آس بي آن كريك إنفو (الإنجليزية)